# Paul Huber (Komponist)
Paul Huber (* 17. Februar 1918 in Kirchberg, Schweiz; † 25. Februar 2001 in St. Gallen) war ein Schweizer Komponist.

## Leben

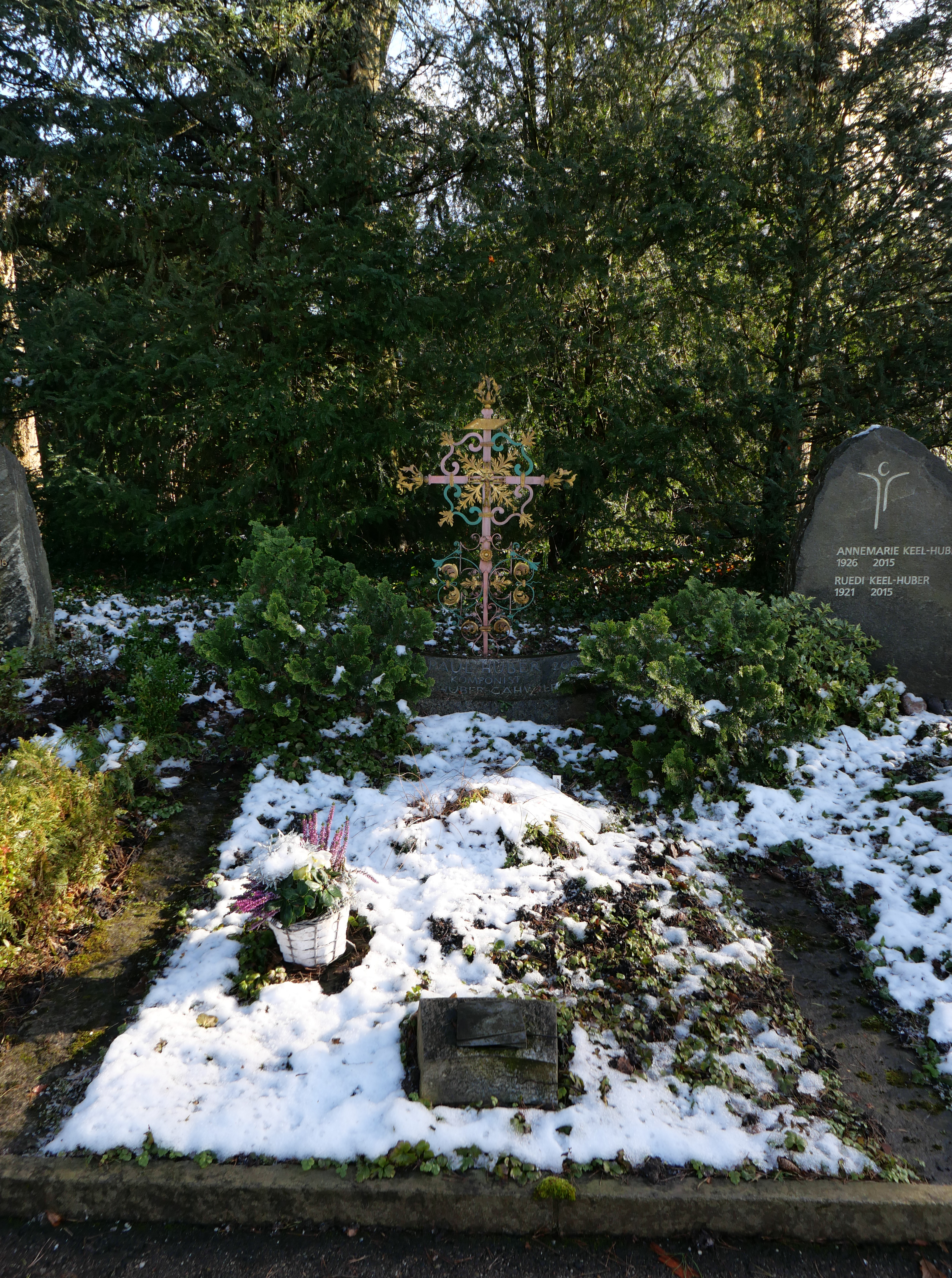
Das Grab im Jahr 2025

Der als Sohn einer Bauernfamilie im alttoggenburgischen Kirchberg aufgewachsene Paul Huber verlor als Zehnjähriger Vater und Mutter und wuchs bei der Pflegefamilie Stolz auf. Seine beiden jüngeren Geschwister Emil und Annemarie fanden in der Familie Stadelmann in St. Gallen Aufnahme. Von 1940 bis 1947 studierte er am Konservatorium in Zürich Kontrapunkt bei Willy Burkhard, Klavier bei Rudolf Wittelsbach, Orgel bei Luigi Favani und Schulmusik bei Ernst Hörler. 1947 und 1948 studierte er bei Nadia Boulanger in Paris. 1943 fand Huber eine Anstellung als Organist an der Stadtkirche St. Nikolaus in Wil SG. Dieses Amt versah er bis 1949. Schliesslich wurde er 1951 als verantwortlicher Dozent für Gesang und Klavier an die Kantonsschule in St. Gallen berufen, wo er bis 1983 verblieb. Dort unterrichtete er viele Jahrgänge von Gymnasiasten und erlangte dadurch Bekanntheit als Musik- und Gesangslehrer. 1979 verlieh ihm die Universität Freiburg den Ehrendoktortitel der Theologie für seine zahlreichen geistlichen und liturgischen Werke.
In die Nachkriegszeit fallen auch seine ersten kompositorischen Erfolge. Für seine Messe zu Ehren des heiligen Gallus wurde er vom St. Gallischen Diözesan-Cäcilienverband mit dem 3. Preis ausgezeichnet. Die Konzert Ouvertüre für Blasorchester kam beim St. Gallischen Kantonalmusikfest in Altstätten zur Uraufführung. Die Initiatoren des Eidgenössischen Musikfestes in St. Gallen beauftragten ihn mit der Komposition des Festspiels Frau Musika. Das war die Initialzündung für seine Bekanntschaft über den Kanton und über die schweizerischen Landesgrenzen hinaus. Die Stadt St. Gallen verlieh ihm 1982 ihren alle vier Jahre vergebenen Kulturpreis.
Stilistisch war Paul Huber einer Tradition verpflichtet, die von der künstlerischen Haltung her auf Anton Bruckner zurückweist. Das Œuvre umfasst zahlreiche Lieder für Schul- oder Kinderchöre, Frauen-, Männer- und gemischte Chöre. Er komponierte zahlreiche Motetten, Kantaten, Oratorien, Festspielmusiken, eine Kammeroper, ein Singspiel, Symphonien und Kammermusik. Bekannt wurden auch seine Kompositionen für Blasorchester.
Huber ist auf dem Ostfriedhof in St. Gallen begraben. Seine Frau Hedi, geb. Gähwiler (1928–2009) fand ihre letzte Ruhestätte an seiner Seite.

## Werke
Das Werkverzeichnis von Paul Huber umfasst weit über 400 Kompositionen aller Sparten. Rund ein Viertel davon sind geistliche und liturgische Werke. Einen weiteren Schwerpunkt bilden Originalkompositionen für Blasmusik, daneben Werke für Orchester bis hin zur gross angelegten Sinfonie.

### Werke für Orchester
- 1961: Sinfonie: De Nostrae aetatis angoribus
- 1963: Konzert für Violine und Orchester Nr. 1
- 1974: Konzert für Violine und Orchester Nr. 2
- 1982: Konzert für 4 Pauken und Orchester
- 1993: Konzert für Hackbrett und Streichorchester
- 1993: Konzert für Orgel und Orchester
- 1997: Konzert für Cello und Orchester

### Messen und geistliche Musik
- Kleine Messe op. 7, in C-Dur, zu Ehren des hl. Notker des Stammlers (1944)
- Grosse Messe in c-Moll
- Der verlorene Sohn, Oratorium
- Requiem, op. 32 (1956)
- Hymnus Corpus Christi Mysticum
- Messe der hohen Liebe (Auftragskomposition zum 100-jährigen Bestehen des Domchors St. Urs, Solothurn 1973)
- Missa brevis in C
- Miserere mei
- Magnificat
- Te Deum
- Der 100. Psalm (1982)
- Zuversicht, Kantate (1993)

### Bühnenwerke
- 1948: Der Sturm – szenische Musik zu Shakespeare's ‘Sturm‘
- 1948: Frau Musika – Festspiel
- 1953: Die Bürger von Schilda
- 1953: St. Galler Bundesspiel
- 1954: Unser Bär im Bund
- 1956/1957: Das Schaufenster – Kammeroper
- 1958: Spiel vom Dank
- 1959: Gallus pugnans – Ballettmusik
- 1962: Die Brücke – Singspiel
- 1968: Ragazer Brunnenspiel
- 1971: Handreiche
- 1987: Zuerst das Leben – Schulsingspiel
- 1989: Goldacher Bilder-Chronik

### Werke für Blasorchester
- 1948 Helveticus patriotische Ouvertüre
- 1948: Romantische Konzertouvertüre
- 1955: Capriccio
- 1956: Präludium in modo classico
- 1956: Suite in Es
- 1957: Serenade in vier Sätzen
- 1959: Intrade und Fuge
- 1959: Legende
- 1960: Hymne
- 1960: Notturno
- 1960: Ouvertüre pastorale
- 1960: Rondo
- 1960: Sarabande (Im alten Stil)
- 1960: Prolog
- 1960 / 1964 / 1972: Bläsermusik Nr. 1, 2 und 3
- 1963: Meditation
- 1963: Psalm
- 1964: Introduction und Choral
- 1964: Canzone festiva
- 1966: Der Dämon Sinfonische Studie unter Verwendung des Dies irae
- 1967: Feiertag
- 1967: Festchoral
- 1968: Ballade
- 1968: Pilatus Symphonische Musik für Blasorchester
- 1969: Der fröhliche Musikant – Suite für Blasorchester
- 1969: Kirmes, Kleine Festouvertüre
- 1969: Postludium über ein gregorianisches Motiv
- 1970: Arlecchino – Capriccio für Blasorchester
- 1970: Fantasie in C
- 1970: Jubelhymnus
- 1971: Aufruf
- 1972: Burtolf – Symphonische Musik für Blasorchester
- 1972: Introitus
- 1973: Fantasia Eroica
- 1973: Feierliche Intonation
- 1974: Festlicher Bläserchor
- 1974: Scherzo Capriccioso
- 1976: Hymnus «Victimae paschali laudes»
- 1977: Fantasie über eine Appenzeller Volksweise
- 1977: Caprice für Brass-Band
- 1978: Choral, Variationen und Fuge
- 1978: Impromptu
- 1979: Sinfonietta «Thurgovia»
- 1979: Symphonic Music for Brass-Band
- 1981: Schöpfung für Chor und Blasorchester
- 1982: Canto Solenne
- 1982: Kleine Festmusik
- 1984: Bergruf
- 1985: Evocazione
- 1987: Kaleidoskop
- 1987: Interludium
- 1989: Gaudeamus, fünf studentische Szenen